# Cymonomus mariveneae
Cymonomus mariveneae is een krabbensoort uit de familie van de Cymonomidae. De wetenschappelijke naam van de soort is voor het eerst geldig gepubliceerd in 2009 door Ahyong & Ng.